# Strike (groupe)
Pour les articles homonymes, voir Strike.
Strike est un groupe de pop punk brésilien, originaire de Juiz de Fora, dans l'étai du Minas Gerais. Le groupe s'est notamment fait connaître grâce au tube Paraíso Proibido.

## Biographie
Le groupe commence à jouer des reprises de groupes de punk hardcore dans la ville de Juiz de Fora. Après s'être présenté dans toutes les boîtes de nuit de la région, les médias ont commencé à s'intéresser au groupe. Il a connu un succès national grâce à la radio Cidade FM et aux nombreux reportages de la télévision brésilienne. En 2007, Strike présente son album avec ses propres compositions. Le single Paraíso Proibido connaît un succès foudroyant juste après sa sortie. Le réseau de télévision national Globo contacte le groupe pour demander la permission de jouer le tube lors du générique de la novela Malhação.
Au début de 2012, le groupe se prépare à enregistrer son troisième album. En février, le groupe sort son dernier single issu de son deuxième album Hiperativo, Dogtown Style. Leur troisième album, Nova Aurora, est produit par le producteur brésilien Tadeu Patolla. En avril, ils sortent le premier single de ce troisième opus, intitulé Fluxo perfeito. Il est publié sur iTunes le 17 avril 2012 en téléchargement libre. Au début de 2013, le groupe annonce la sortie d'un DVD. Le 17 janvier 2014 sort un nouveau single, Sol de paz.

## Discographie

### Albums studio
- (2007) Desvio de conduta
- (2010) Hiperativo
- (2012) Nova Aurora
- (2015) Collab

### Singles
- Aquela História
- Paraíso Proibido
- O Jogo Virou
- No Veneno
- A Tendência
- Até o Fim
- Com ou Sem Você